# St Goran
St Goran – wieś w Anglii, w Kornwalii. Leży 54 km na wschód od miasta Penzance i 358 km na południowy zachód od Londynu.